# Вознесенская церковь (Уфа)
Церковь Вознесения Господня (Вознесенская церковь) — утраченный православный храм в Уфе. Находился на Вавиловской улице (ныне улица Зенцова).
Ныне на месте храма находится здание средней общеобразовательной школы № 10.

## История
Церковь была заложена в 1909 году, освящена в 1918 году во имя Вознесения Господня.
В 1919 году освящён придел во имя иконы Божией Матери «Живоносный Источник».
Закрыта в 1933 году, снесена.
В 2012 году основываясь на Федеральном законе № 327 «О передаче религиозным организациям имущества религиозного назначения, находящегося в государственной или муниципальной собственности» Митрополия в Республике Башкортостан претендует на четыре здания, до революции принадлежавшие Русской православной церкви. И одно из них по улице Зенцова — бывший Вознесенский храм.